# Алиева, Тамаша Рустам кызы
Тамаша Рустам кызы Алиева (азерб. Tamaşa Rüstəm qızı Əliyeva; 15 мая 1921, Агдамский уезд — 1998, Агдамский район) — советский азербайджанский хлопковод, Герой Социалистического Труда (1966).

## Биография
Родилась 15 мая 1921 года в селе Алыбейли Агдамского уезда Азербайджанской ССР (ныне Агдамский район).
В 1939 году окончила среднюю школу в селе Учоглан.
Начала трудовую деятельность в 1939 году колхозницей колхоза «Социализм» Агдамского района, позже звеньевая. С 1940 года бригадир, кладовщик, с 1943 года секретарь парткома колхоза «Социализм». С 1945 года председатель колхозов имени Чапаева, имени Фрунзе, имени Шаумяна. С 1953 года председатель колхоза «Социализм», с 1974 года заведующая отделом сельского хозяйства Агдамского района. Позже представитель Учогланского сельсовета в Агдамском райисполкоме.
Колхоз «Социализм» под управлением Алиевой ежегодно получал высокие урожаи хлопка, качественно выполнял план. Тамаша Алиева вывела колхоз на высокий уровень, колхоз стал одним из передовых в районе. В 1954 году колхоз выполнил план по сбору хлопка на 110%. В 1964 году в колхозе было получено 33 центнера хлопка с гектара на площади 713 гектаров, план продажи хлопка был выполнен на 200%. К 1970 году средняя урожайность хлопка на площади 750 гектаров составляла 26,4 центнера.
Указом Президиума Верховного Совета СССР от 30 апреля 1966 года за успехи, достигнутые в увеличении производства и заготовок хлопка-сырца Алиевой Тамаше Рустам кызы присвоено звание Героя Социалистического Труда с вручением ордена Ленина и золотой медали «Серп и Молот».
Активно участвовала в общественно-политической жизни Азербайджана и Советского Союза. Член КПСС с 1943 года. Депутат Верховного Совета СССР 7-го созыва, депутат Верховного Совета Азербайджанской ССР 4-го, 5-го, 6-го созывов. Участница Третьего Всесоюзного съезда колхозников. Была членом бюро Агдамского райкома партии, избиралась на пленумы. Избиралась в районный и сельский Советы депутатов трудящихся.
Скончалась в 1998 году в селе Алыбейли Агдамского района, там же и похоронена.